# Мускусен плъх
 Тази статия е за вида насекомоядни.  За вида гризачи, наричан понякога мускусен плъх вижте Ондатра.  
Мускусните плъхове (Desmana moschata) са вид дребни бозайници от семейство Къртицови (Talpidae), обособени в самостоятелен род.
Разпространени са в басейните на Волга, Дон и Урал, както и в отделни изолирани области в северен Казахстан и Южен Сибир. Живеят в дупки, които изкопават в бреговете на застояли или бавнотечащи водоеми, и се хранят с насекоми, ракообразни и земноводни.